# خوانمي كاييخون
خوانمي كاييخون (بالإسبانية: Juanmi Callejón)‏ لاعب كرة قدم إسباني في خط الوسط لعب سابقاً في نادي الاتفاق السعودي .

## وصلات خارجية
- خوانمي كاييخون على موقع قاعدة بيانات كرة القدم.إي يو (الإنجليزية)
- خوانمي كاييخون على موقع Soccerway.com (الإنجليزية)
- خوانمي كاييخون على موقع AS.com (الإسبانية)

خوانمي كاييخون